# 蚵仔酥
蚵仔酥，又稱炸蚵仔酥，是知名的台灣小吃。炸法與蚵嗲相似。

## 作法
以蚵仔為主要食材，用地瓜粉或是太白粉裹上麵衣，最後下去油炸，重點在於必須每顆分開裹粉，一顆一顆地下鍋油炸，以避免結塊。也有些人會用蛋黃加上麵粉製作麵衣。
有些廚師為了去腥增鮮，會先將蚵仔浸泡在將大蒜、米酒、醬油的醬汁，或昆布高湯中醃製約半小時，然後才下去炸。
蚵仔酥一般搭配九層塔一同油炸，但依各地區口味的不同，可以有九層塔、蔥、大蒜等。
依食用者口味，可酌用佐料，通常是胡椒鹽、辣椒粉等，亦有人加蒜泥、醬油膏等。如果是快炒店或海產店，往往會佐上幾片蝦餅。